# متلازمة الشريان التاجي الحادة
متلازمة الشريان التاجي الحادة (بالإنجليزية: Acute coronary syndrome)‏؛ عبارة عن مجموعة من الأعراض التي تنتج عن ضيق في الشريان التاجي المسؤول عن تروية عضلة القلب بالغذاء والأكسجين. مما يسبب عدم وصول كمية كافية من الاوكسجين إلى عضلة القلب وهو يتضمن احتشاء عضلة القلب، والذبحة القلبية غير المستقرة. واي نقص في الدم المزود لعضلات القلب سواء بشكل جزئي أو كلي قد يسبب ظهور هذه المتلازمة، وغالباً ما تكون بسبب جلطة دموية على شكل قطع من الاورام العصيدية في الشريان التاجي..
وتختلف حدتها من مجرد ذبحة لا مستقرة (والتي تقلل فيها الجلطة الدموية من وصول الدم إلى عضلات القلب من غير أن تمنعه كلياً) إلى احتشاء عضلة القلب
(والتي ينسد فيها أحد أفرع الشريان التاجي مما يؤدي إلى موت العضلة المغذاة بهذا الفرع ما لم تزال بسرعة).
تتظاهر متلازمة الشريان التاجي الحادة بثلاثة أشكال سريرية، سُميت وفقًا لمظهر مخطط القلب الكهربائي: احتشاء عضلة القلب المترافق بارتفاع القطعة إس تي (STEMI، 30%)، احتشاء عضلة القلب غير المترافق بارتفاع القطعة إس تي (NSTEMI، 25%)، الذبحة غير المستقرة (38%). توجد بعض الاختلافات في أنماط احتشاء العضلة القلبية المصنفة تحت تسمية متلازمة الشريان التاجي الحادة.
يجب التمييز بين متلازمة الشريان التاجي الحادة والذبحة المستقرة، التي تظهر خلال النشاط البدني أو الإجهاد وتختفي عند الراحة. بخلاف الذبحة المستقرة، تحدث الذبحة غير المستقرة على نحو غير متوقع، خلال الراحة أو عند بذل جهد خفيف، أو جهد أقل من ذلك اللازم لتحريض الذبحة المستقرة المعتادة (ذبحة كريسندو). وتعتبر الذبحة المستقرة حديثة الظهور ذبحة غير مستقرة، فهي مشكلة جديدة في الشريان التاجي.

## الأسباب

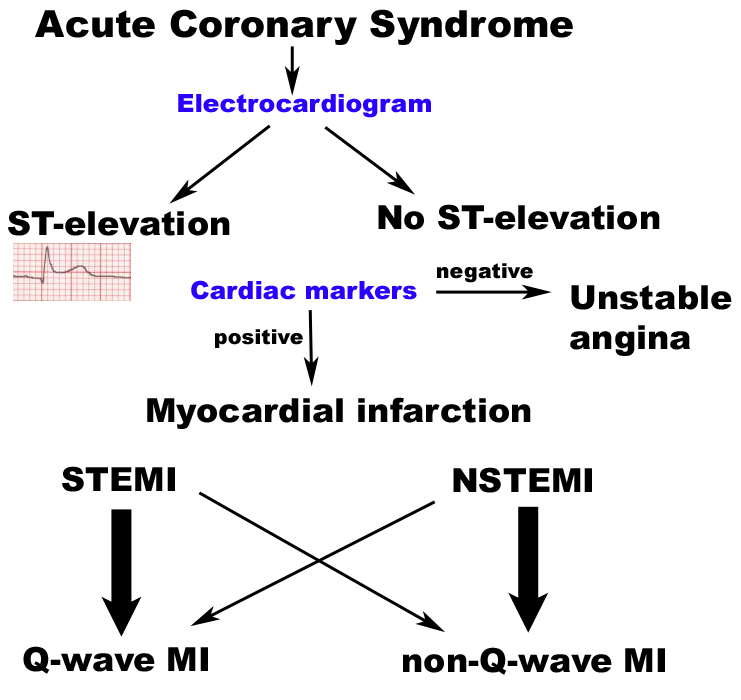
تصنيف متلازمات الشريان التاجي الحادة.

تنتج متلازمة الشريان التاجي الحادة لأسباب عديدة منها: -الوراثة حيث قد وجود أمراض القلب في الأسرة.
-ارتفاع نسبة الكولسترول في الدم.
-ارتفاع ضغط الدم.
-تمزق لويحة التصلب العصيدي (Atherosclerotic plaque), مع التصاق الصفيحات الدموية، وتنشيطها وبالتالي تعمل على تنشيط عوامل التخثر.
-تقدم العمر
-امراض القلب المزمنة.
-مرض السكري
-التدخين
-السمنة 

## العلامات والأعراض
العرض الأساسي في انخفاض التروية الدموية للقلب هو ألم الصدر، يصفه المريض بالعاصر أو الضاغط، وينتشر الألم (في كثير من الأحيان، ولكن ليس دائمًا) إلى الذراع اليسرى والزاوية اليسرى للفك السفلي. ويمكن أن تترافق هذه الآلام بالتعرق والغثيان والقيء، إضافةً إلى ضيق النفس. يكون الشعور في كثير من الحالات «غير نموذجي»، إذ يظهر الألم بصور مختلفة أو يغيب تمامًا (ويحدث ذلك عند المرضى الإناث والمصابين بالسكري بنسبة أكبر). يُبلغ البعض عن الشعور بالخفقان أو القلق أو الشعور بالموت الوشيك (التوجّس) أو الشعور بالمرض الشديد. لا يفيد وصف عدم الارتياح في الصدر بأنه شعور ضاغط كثيرًا في التشخيص فهو شكاية غير نوعية لمتلازمة الشريان التاجي الحادة.
ترتبط متلازمة الشريان التاجي عادةً بالخثار التاجي، ولكن يمكن أن ترتبط بتعاطي الكوكايين. يمكن أن تؤدي حالات مرضية أخرى إلى ظهور الألم الصدري الموصوف في الأمراض القلبية (الذبحة الصدرية)، مثل فقر الدم الشديد، وتسرع القلب أو تباطئه، وانخفاض ضغط الدم أو ارتفاعه، وتضيق الصمام الأبهري الشديد، وارتفاع الضغط الرئوي وغيرها.

## الفيزيولوجيا المرضية
عند المصابين بمتلازمة الشريان التاجي الحادة، يكون تمزق اللويحة العصيدية (العصيدة) في الشرايين الإكليلية الحدثية المرضية الأكثر شيوعًا بنسبة 60% مقارنةً مع تآكل العصيدة (30%)، فتحدث خثرة تسد الشرايين التاجية. تمزق اللويحة العصيدية مسؤول عن 60% من حالات احتشاء العضلة القلبية المترافق بارتفاع إس تي (STEMI) في حين يسبب تآكل اللويحة نحو 30%، وتتعاكس النسبتان في الاحتشاء غير المترافق بارتفاع إس تي. في التمزق العصيدي، يكون محتوى اللويحة العصيدية غني بالدهون، وفقير الكولاجين، ويكون الالتهاب واضحًا، تسيطر فيه البالعات، وتغطى العصيدة بغطاء ليفي رقيق. أما في تآكل العصيدة، تكون اللويحة غنية بالمطرق خارج الخلوي، وبروتيوغليكان، وغليكوز أمينوغليكان، دون الغطاء الليفي، أو الخلايا الالتهابية، أو اللب الدهني. بعد أن يعاد فتح الشرايين التاجية، يتعرض المريض لخطر الإصابة بأذية إعادة التروية، وسببها انتشار الوسائط الالتهابية في الجسم. مازالت الأبحاث بشأن دور سيكلوفيلين دي في الحد من تلك الإصابة جارية.

## التشخيص
في حال وجود ألم حاد في الصدر، يكون تخطيط القلب الكهربائي الاستقصاء الذي يُفرّق بشكل موثوق بين الأسباب المختلفة للألم. يجب أن يُجرى تخطيط القلب في أسرع وقت ممكن، في سيارة الإسعاف إن أمكن. إذا تبين من خلال التخطيط وجود تلف حاد في القلب (ارتفاع القطعة ST، إحصار فرع الحزمة الأيسر)، يستطب العلاج برأب الشريان أو حلّ الخثرة على الفور. وفي غياب التغيرات في التخطيط القلبي، لا يمكن التمييز بين الذبحة غير المستقرة والاحتشاء غير المترافق بارتفاع القطعة إس تي على الفور.

## الوقاية
غالبًا ما تعكس متلازمة الشريان التاجي الحادة درجة من تضرر الشرايين التاجية بسبب الإصابة بتصلب الشرايين. تتمثل الوقاية الأولية من تصلب الشرايين في السيطرة على عوامل الخطر عند المؤهبين للإصابة: الأكل الصحي، وممارسة التمارين الرياضية، ومعالجة ارتفاع ضغط الدم، ومعالجة السكري، وتجنب التدخين، وضبط مستوى الكوليسترول. ثبت دور الأسبرين في الوقاية من المشاكل القلبية الوعائية. تُتخذ تدابير الوقاية الثانوية بعد حدوث احتشاء عضلة القلب.
بعد فرض منع التدخين في الأماكن العامة المغلقة في اسكتلندا في مارس 2006، انخفضت دخولات المستشفيات المتعلقة بمتلازمة الشريان التاجي الحادة بنسبة 17%. ظهر 67% من الانخفاض بين غير المدخنين.

## العلاج
تعد هذه الحالة من الحالات الاسعافية الطارئة التي تتطلب العلاج الفوري لجميع حالات الإصابة بمرض الشريان التاجي. وطرق العلاج متعددة الجوانب، وتهدف جميعها إلى محاولة حماية عضلة القلب المتضررة من تعرضها لمزيد من الضرر أولاً، ثم تهدف إلى إعادة تدفق الدم خلال الشريان وتخفيض طلب القلب على الأوكسجين. وفي غرفة الطوارئ، يقع على عاتق الطبيب المعالج تحقيق أهداف رئيسية في التشخيص والعلاج، يأتي في مقدمتها سرعة تحديد المرضى الذين يعانون من نوبة قلبية مع استبعاد الأسباب الأخرى البديلة المسببة لآلام الصدر، ووضع هؤلاء المرضى في مجموعتين هما مجموعة ذات خطر منخفض ومجموعة ذات خطر مرتفع. يتم على أساس ذلك تقديم العلاج المناسب لكل مجموعة للتقليل من حدوث مزيد من الأضرار. يمكن إعادة الدم إلى القلب، على سبيل المثال، عن طريق: استخدام بعض العقاقير المسيلة للدم، التي تستخدم في إذابة التجلطات الدموية، أو عن طريق بعض الأجراءات التداخلية أو بالطرق الجراحية.ومن طرق العلاج هي: - تزويد المريض بالاكسجين -اعطاء المريض مسكنات الم مثل مورفين. -قد يوصي الطبيب بتناول بعض مضادات التخثر -ادوية مضادة لانزيم محول اللانجيوتنسين وبعض الأدوية الأخرى مثل (Tirofiban) تروفيبان، كلوبيدوغريل(Clopidogrel)، (Enoxaparin) انكسابارين.

## وصلات إضافية
acute coronary syndrome www.accesspharmacy.com available at
http://accesspharmacy.mhmedical.com/content.aspx?bookid=462&sectionid=41100791 accessed on 2-3-2014
2.acute coronary syndrome www.medicinenet.com available at http://www.medterms.com/script/main/art.asp?articlekey=17534 accessed on 2-3-2014